# 浅利村
浅利村（あさりむら）は、島根県那賀郡にあった村。現在の江津市の一部にあたる。

## 地理
- 海洋：日本海[1]
- 山岳：室上山[1]

## 歴史
- 1888年（明治21年）- 県立養蚕伝習所開設[1]。
- 1889年（明治22年）4月1日、町村制の施行により、那賀郡浅利村が単独で村制施行し、浅利村が発足[1][2]。
- 1954年（昭和29年）4月1日 - 那賀郡江津町、都野津町、川波村、二宮村、跡市村、松川村、川平村、江東村と合併し、市制施行し江津市を新設して廃止された[1][2]。

## 産業
- 漁業、養蚕[1]。

## 交通

### 鉄道
- 1918年（大正7年）- 浜田線（山陰本線）仁万～浅利間が開通。浅利駅開業[1]。

## 道路
- 1888年（明治21年）- 現国道18号 都治～浅利～江津間延長[1]